# La Pinosa (les Valls de Valira)
La Pinosa és una muntanya de 2.266 metres que es troba al municipi de les Valls de Valira, a la comarca de l'Alt Urgell.